# Comuna Gorgota, Prahova
Gorgota este o comună în județul Prahova, Muntenia, România, formată din satele Crivina, Fânari, Gorgota (reședința), Poienarii Apostoli și Potigrafu.

## Așezare
Comuna se învecinează cu comuna Puchenii Mari la nord, cu comuna Tinosu și cu comuna Poienarii Burchii la vest, cu județul Ilfov la sud și cu comuna Balta Doamnei la est. Ea se află în extremitatea sudică a județului, pe malul stâng al Ialomiței, și pe malul drept al Prahovei, fiind străbătută de râul Poienari.
Este străbătută de șoseaua națională DN1, care leagă Bucureștiul de Ploiești. În satul Potigrafu, acest drum se intersectează cu șoseaua județeană DJ100B, care duce spre est către Balta Doamnei și Gherghița, iar în vest se termină la Poienarii Apostoli în șoselele DJ130A care duce spre Tinosu și DJ101E care duce spre Poienarii Burchii. Prin comună trece și calea ferată București–Ploiești, pe care este deservită de gara Crivina.

## Demografie
Componența etnică a comunei Gorgota
     Români (94,63%)
     Alte etnii (0,3%)
     Necunoscută (5,07%)
Componența confesională a comunei Gorgota
     Ortodocși (92,84%)
     Alte religii (1,43%)
     Necunoscută (5,73%)
Conform recensământului efectuat în 2021, populația comunei Gorgota se ridică la 4.696 de locuitori, în scădere față de recensământul anterior din 2011, când fuseseră înregistrați 5.207 locuitori. Majoritatea locuitorilor sunt români (94,63%), iar pentru 5,07% nu se cunoaște apartenența etnică. Din punct de vedere confesional, majoritatea locuitorilor sunt ortodocși (92,84%), iar pentru 5,73% nu se cunoaște apartenența confesională.

## Politică și administrație
Comuna Gorgota este administrată de un primar și un consiliu local compus din 13 consilieri. Primarul, Dumitru-Ionuț Nicolae[*], de la Partidul Național Liberal, este în funcție din 2012. Începând cu alegerile locale din 2024, consiliul local are următoarea componență pe partide politice:
|  | Partid                          | Consilieri | Componența Consiliului | Componența Consiliului | Componența Consiliului | Componența Consiliului | Componența Consiliului | Componența Consiliului | Componența Consiliului | Componența Consiliului | Componența Consiliului | Componența Consiliului |
|  | ------------------------------- | ---------- | ---------------------- | ---------------------- | ---------------------- | ---------------------- | ---------------------- | ---------------------- | ---------------------- | ---------------------- | ---------------------- | ---------------------- |
|  | Partidul Național Liberal       | 10         |                        |                        |                        |                        |                        |                        |                        |                        |                        |                        |
|  | Partidul Social Democrat        | 2          |                        |                        |                        |                        |                        |                        |                        |                        |                        |                        |
|  | Alianța pentru Unirea Românilor | 1          |                        |                        |                        |                        |                        |                        |                        |                        |                        |                        |

## Istorie
La sfârșitul secolului al XIX-lea, în 1895, comuna era formată doar din satele Gorgota și Potigrafu și se afla în plasa Crivina a județului Prahova. Avea o școală ce funcționa din 1887. Comuna învecinată, denumită Crivina, avea în compoziție satele Crivina și Fânari, cu o populație de 793 de locuitori, având o școală înființată în 1888 cu 57 de elevi (toți băieți) în 1893 și o biserică clădită în 1794 de locuitorii satului Crivina și reconstruită în 1840 de moșierul Dimitrie Ioanidis. Satul Poenarii Apostoli era reședința unei comune formată din el și din satele Poenari și Gorgani, având în total 849 de locuitori, o școală mixtă și 2 biserici (una datând din 1820 și una din 1744).
În perioada interbelică, cele trei comune au fost transferate plășii Câmpul din același județ. Comuna Poenarii Apostoli a fost reorganizată la începutul secolului al XX-lea, satele Poenari și Gorgani fiind comasate în satul Poenarii Vechi, comuna având atunci 1035 de locuitori. Comuna Crivina avea 1016 locuitori, în vreme ce comuna Gorgota avea 1331. Satul Fânari a trecut în 1931 de la comuna Crivina la comuna Gorgota.
În 1950, ele au trecut la raionul Ploiești din regiunea Prahova și apoi regiunea Ploiești. În 1968, județul Prahova a fost reînființat, iar comunele Crivina și Poenarii Apostoli au fost desființate; comuna Crivina a fost inclusă în comuna Gorgota, iar comuna Poenarii Apostoli a fost împărțită între comunele Gorgota și Poienarii Burchii.
Satul Potigrafu este una dintre localitățile unde a fost turnat filmul Cold Mountain (2003).

## Monumente istorice
Două obiective din comuna Gorgota sunt incluse în lista monumentelor istorice din județul Prahova ca monumente de interes local, ambele fiind situri arheologice aflate în zona satului Potigrafu: așezarea neolitică (cultura Boian) de la „Malu Roșu”; și situl de „la Podișcă” sau de la „Canalul Pădurii”, cuprinzând urme de așezări din secolele al IV-lea–al V-lea și al V-lea–al VII-lea.